# 朱音墊
江川榮懿王朱音墊（1445年—1522年），明朝江川恭惠王朱徽煝庶次子，莊僖王朱音坄弟。

## 生平

### 早年
天順四年（1460年）九月赐名。成化五年（1469年）四月，朱徽煝说自己的庶子镇国将军朱音坄、朱音垫岁禄各一千石、米钞各半，但封地武冈州边境宝钞不流通，请求岁禄全部给米。事下户部，商议认为湖广连年旱饥，每年收入少，难以全给米。明宪宗命从折色俸禄内各自为二人增给米一百石。
八月，朱徽煝去世，成化七年（1471年）二月，朱音坄袭封。
成化十年（1474年）九月，朱音垫的堂兄岷顺王朱音埑奏朱音垫因朱音坄即将迁居宝庆府，请求仍留武冈州守亡父坟茔。事下礼部覆奏，宪宗不允。
成化十二年（1476年）三月，朱音坄未及迁居宝庆府就薨逝，没有儿子。朱音埑奏保朱音垫袭封。朱音坄王妃刘氏不肯，于是和内使陈诰等合谋，令宫人王氏诈称怀有遗腹子，秘密取异姓小儿入府抚养，又贿赂朱音埑让他奏报。朱音垫上奏告发其事。事下鎮守巡按會同三司官勘問，还没有结果，朱音垫就擅自出城想赴京上告。刑部将始末上报后，成化十四年（1478年）三月，宪宗认为刘氏听人挑拨抱养异姓之子，混淆皇室血脉，革去王妃之号，革朱音埑半数禄米；朱音墊擅自出城，違背祖訓，念他是宗亲，姑且宽恕，并降敕书切責他自我反省、謹守禮法、慎於出入、不要再犯，才可保住祿位，不然依法治罪不容情。

### 袭封
成化十六年（1480年）四月，宪宗命恭順侯吳鑑、懷柔伯施鑑、成安伯郭鐄、永順伯薛勛為正使，尚寶司司丞李溥、中書舍人羅麟、戶部員外郎高弼、禮部員外郎呂㦂為副使，持節冊封朱音墊為江川王，進夫人唐氏為江川王妃。
同年，朱音埑去世；岷世子朱膺鉟获罪被革去冠带，于是由朱膺鉟的二弟安昌王朱膺鋪暫主祭祀，成化二十一年（1485年）八月，朱膺鋪也去世。此后至成化二十二年（1486年）间，朱音墊及岷府長史教授等官十次上疏请求恢复朱膺鉟的地位，朱膺鉟母妃湯氏也有上奏。成化二十二年（1486年）九月，朱音墊再次奏及此事，认为朱膺鉟革除冠帶已四年，悔悟自新，再无过失，请求开恩復其冠帶，統率臣僚，继承王位。事下禮部覆奏，认为朱音墊所奏情詞迫切，請求聖裁。宪宗认为朱膺鉟已经悔悟自新，命復为世子，管理岷国國事。
因江川王府在武岡州，城隘地瘠，朱音墊奏请迁居宝庆府，工部覆奏，获准。弘治元年（1488年）三月，江川王府迁宝庆府。
弘治五年（1492年）四月，因朱音墊请求，賜《洪武正韻》《諸司職掌》各一部。弘治十二年（1499年）八月，因其所请，赐藥品。
朱膺鉟的四弟黎山王朱膺鉖死后，王妃刘氏私用其遺产五十兩银子，家人張安、李貴偷走了其他的遗产，说是刘妃和使女等所为。朱膺鉖的母亲湯太妃信以为真，逼刘妃交出，刘妃交不出，遭湯太妃鞭挞，怒而自缢。刘妃兄劉吉告诉朱音墊，朱音墊告发，被岷府長史薛端、葉暢等隐瞒，刘吉也受賄反口。朱音墊得知这些情况上报，法司覆奏，弘治十六年（1503年）十月，命枷號张安、李貴兩月，杖一百，發南丹衛充軍；薛端交钱贖罪免除杖刑后复职，葉暢已经卸任，免于追究。
正德四年（1509年）三月，朱音墊奏请封宫人莫氏为夫人。礼部查实例后，按明武宗圣旨回复：王府妾媵封夫人的事例祖訓不載，如有已封的，不取消，今後各府不许请封。

### 去世
嘉靖元年（1522年）十一月，朱音墊自称年老，請求令庶長子江川长子朱膺鐩代行礼儀，获准；請求让他代理府事，不获准。同年，朱音墊去世。
嘉靖四年（1525年）十月，朱膺鐩袭封江川王。

## 评价
- 《弇山堂别集》卷074：寵祿光大，温柔賢善。